# Limane Yacouba Sylla Football Club de Sassandra
Actualités
Le Limane Yacouba Sylla Football Club, couramment appelé LYS Sassandra est un club de football ivoirien basé à Sassandra, au bord du Golfe de Guinée. Le club évolue en ligue 1 ivoirienne.

## Histoire
Le LYS de Sassandra est créé en 2012 par Mamadou Dia, président et propriétaire du club.
En 2019, le club est promu en première division mais terminera avant dernier, il sera donc de nouveau relégué en deuxième division. 
Cette année 2019, sera toutefois l’occasion pour le LYS de Sassandra de remporter son premier trophée, la Coupe de la Ligue de Côte d'Ivoire de football.
En 2021, après deux années d’efforts soutenus et de discipline, le club parvient à retrouver sa place en première division, malgré le ralentissement imposé par la pandémie de Covid-19.
Le club, ayant retrouvé sa place en ligue 1 ivoirienne, terminera sa saison à la sixième place. 
En avril 2022, le club est le seul à soutenir Didier Drogba lors de l'élection à la présidence de la Fédération ivoirienne de football, même si l'ancien international perd l'élection, le club gagne la sympathie dans tout le pays,,.
Le LYS de Sassandra se distingue par sa dimension familiale, étant à la fois dirigé et animé dans cette dynamique. 
Sa devise, « Foi, Solidarité et Travail », incarne les valeurs essentielles qui guident le club au quotidien.

## Palmarès
- Coupe de la Ligue de Côte d'Ivoire
  - Vainqueur : 2019